# 米利萨夫·塞米兹
米利萨夫·塞米兹（Milisav Semiz，1912年—1970年）是南斯拉夫戰役期间的一名南斯拉夫空军的飛行員。

## 生平
米利萨夫·塞米兹1912年生于南斯拉夫王国。纳粹德国入侵南斯拉夫后，他驾驶IK-3战斗机与纳粹德国空军交战，在12天的战斗中成功击落了4架敌机。战役结束后被德军囚禁在拘留。1970年死于车祸。他因知名度高所以也被视为王牌飞行员。